# Conde (São Tomé)
Conde é uma aldeia de São Tomé e Príncipe, localiza-se ao Norte no distrito da Lobata, ilha de São Tomé, próxima ao Rio do Ouro, à aldeia do Canavial e à aldeia da Cruz Grande.